# Ньянг, М’Бай
М’Бай Бабака́р Ньянг (фр. M’Baye Babacar Niang; род. 19 декабря 1994, Мёлан-ан-Ивлен, Франция) — сенегальский футболист, нападающий итальянского клуба «Сампдория». Выступал за сборную Сенегала.

## Клубная карьера
Ньянг родился в Мёлан-ан-Ивлене, одной из коммун региона Иль-де-Франс в семье выходцев из Сенегала. Свою футбольную карьеру начинал в возрасте семи лет, играя за местный клуб из города Ле-Мюро. В 2003 году Ньянг присоединился к составу «Пуасси», за который отыграл четыре года. Позже Мбай был замечен селекционерами «Кана» и присоединился к академии этого клуба в возрасте 13 лет.

#### «Кан»
18 февраля 2011 года Ньянг подписал свой первый профессиональный контракт с «Каном». 24 апреля 2011 года Мбай дебютировал в футболке своего первого клуба в матче против «Тулузы». Свой первый гол за нормандцев он забил 7 мая 2011 года в ворота «Ланса».

#### «Милан»
28 августа 2012 года Ньянг перешёл в «Милан». 13 декабря 2012 года Мбайе забил свой первый гол за «Милан» в матче розыгрыша Кубка Италии против «Реджины», который закончился со счётом 3-0 в пользу «россонери». Этот гол вошёл в историю «Милана» как гол, забитый самым молодым игроком клуба — в день матча Ньянгу было 17 лет и 350 дней. 19 декабря 2012 года, в 18-й день рождения, Ньянг продлил контракт с «Миланом» до 2017 года. Позже контракт был продлён до 2019 года. В «Милане» в разное время выступал под номерами «19», «78», «11» и «94».
В январе 2014 года присоединился к французскому «Монпелье» на правах аренды. Вторую половину сезона 2014/15 провёл в «Дженоа». В январе 2017 года был арендован «Уотфордом», на тот момент выступавшим в Английской Премьер-Лиге.

#### «Торино»
31 августа 2017 года был арендован «Торино» с последующим обязательством выкупа по окончании сезона 2017/18. 1 июля 2018 года контракт игрока был выкуплен «Торино» за 12 млн. евро.
31 августа 2018 года «Ренн» объявил о переходе 23-летнего форварда на правах годичной аренды с последующим правом выкупа.

## Международная карьера
В 2009 и 2010 годах М’Бай регулярно вызывался в юношеские сборные Франции, но, поссорившись с тренером Патриком Гонфалоном, пропустил чемпионат мира среди юношеских команд 2011 года.
В июне 2011 года вызывался в молодёжную сборную Сенегала, однако предпочёл и дальше выступать за Францию.
Ньянгу было запрещено выступать за различные сборные Франции до 31 декабря 2013 года, после посещения ночного клуба перед матчем против норвежцев в рамках стыковых игр Евро-2013.
В октябре 2017 года принял решение о начале выступлений за сборную Сенегала. 7 октября 2017 года дебютировал за Сенегал в матче отборочного этапа ЧМ-2018 против сборной Кабо-Верде, выйдя на замену на 63-й минуте.

## Личная жизнь
В начале сезона 2012/13 М’Бай был арестован полицией в Милане после вождения без водительских прав.

## Достижения
«Милан»
- Обладатель Суперкубка Италии: 2016